# Joël De Ceulaer
Joël De Ceulaer (Geel, 1964) is een Belgisch journalist en schrijver.

## Levensloop
De Ceulaer behaalde zijn licentiaat Germaanse filologie (1982-1986) en kandidatuur filosofie (1986-1988) aan de Katholieke Universiteit Leuven. Tijdens zijn studies was hij vicepreses van de faculteit letteren samen met preses Ivan De Vadder. 
Vanaf 1989 begon hij te werken als (freelance) journalist voor het weekblad Panorama. Ondertussen deed hij 20 maanden burgerdienst in plaats van legerdienst omdat hij vreesde voortdurend te zullen botsen met de hiërarchie. Van 1995 tot het opdoeken van het tijdschrift in 1997 was hij hoofdredacteur bij Panorama. Na enkele jaren freelance werk voor De Standaard, De Morgen en Knack kwam De Ceulaer in 1999 in vaste dienst bij het weekblad Knack (1999-2011). 
Op z'n vierenveertigste werd De Ceulaer voor het eerst vader van een dochter. In 2011, omdat hij niet onder de nieuwe hoofdredacteur Johan Van Overtveldt wenste te werken, verhuisde hij naar De Standaard (2011-2013). Twee jaar later keerde hij terug naar Knack (2013-2016), nadat men daar Van Overtveldt verving door Jörgen Oosterwaal. Sinds januari 2016 is Joël De Ceulaer Senior Writer voor De Morgen.
Joël De Ceulaer maakt ook of werkt mee met tv- en radioprogramma's. Voor Canvas maakte hij 'Grote Vragen, Spraakmakers en De ketter en de kerkvorst. Hij gaf ook jaren les in de opleiding Master Journalistiek aan de Vrije Universiteit Brussel. Hij neemt vaak deel aan het publieke debat en schuwt de controverse niet. Hij is van mening dat journalisten politici en zichzelf onvoldoende kritisch benaderen.
In 2019 won zijn boek Hoera! De democratie is niet perfect de boekenprijs van de liberale denktank Liberales.
Naar aanleiding van de oorlog tussen Hamas en Israël bekritiseerde hij de Israëlische militaire operatie in de Gazastrook die het leven heeft gekost van duizenden Palestijnse vrouwen en kinderen.

## Publicaties
- Grote Vragen. Gezocht, de zin van het leven. ISBN 9789054666875 (Roularta Books 2005)
- Homo Sapiens. Gesprekken over de mens en de zin van het leven. ISBN 9789086791705 (Roularta Books 2008)
- Denken als ambacht. De levenswijsheid van tien Vlaamse filosofen. ISBN 9789085423409 (Manteau 2012)
- Gooi God niet weg. ISBN 9789460423079 (De Bezige Bij 2014) en ISBN 9789085425519 (Manteau 2014)
- De Ketter en de Kerkvorst. ISBN 9789085425182 (De Bezige Bij 2014)
- Last Post. 100 messcherpe meningen. ISBN 9789463100076 (Polis 2015)
- Hoera! De democratie is niet perfect ISBN 9789401464031 (Lannoo 2019)
- Eerste hulp bij pandemie: Van Achterafklap tot Zwarte Zwaan, samen met Maarten Boudry ISBN 9789401476348 (Lannoo 2021)